# Episodi di Childrens Hospital (seconda stagione)
La seconda stagione della serie televisiva Childrens Hospital, composta da 12 episodi, è stata trasmessa negli Stati Uniti dal 22 agosto 2010 al 7 novembre dello stesso anno sul canale Adult Swim.
In Italia la stagione è inedita.
| nº | Titolo originale                                   | Titolo italiano | Prima TV USA      | Prima TV Italia |
| -- | -------------------------------------------------- | --------------- | ----------------- | --------------- |
| 1  | I See Her Face Everywhere                          |                 | 22 agosto 2010    |                 |
| 2  | No One Can Replace Her                             |                 | 29 agosto 2010    |                 |
| 3  | I Am Not Afraid of Any Ghost                       |                 | 5 settembre 2010  |                 |
| 4  | Give a Painted Brother a Break                     |                 | 12 settembre 2010 |                 |
| 5  | Joke Overload                                      |                 | 19 settembre 2010 |                 |
| 6  | End of the Middle                                  |                 | 26 settembre 2010 |                 |
| 7  | Frankfurters, Allman Brothers, Death, Frankfurters |                 | 3 ottobre 2010    |                 |
| 8  | Hot Enough for You?                                |                 | 10 ottobre 2010   |                 |
| 9  | The Coffee Machine Paid for Itself?                |                 | 17 ottobre 2010   |                 |
| 10 | Show Me on Montana                                 |                 | 24 ottobre 2010   |                 |
| 11 | You Know No One Can Hear You, Right?               |                 | 31 ottobre 2010   |                 |
| 12 | The Sultan's Finger: Live                          |                 | 7 novembre 2010   |                 |